# Medetera xizangensis
Medetera xizangensis är en tvåvingeart som beskrevs av Yang 1999. Medetera xizangensis ingår i släktet Medetera och familjen styltflugor. Inga underarter finns listade i Catalogue of Life.